# Smart People
Smart People ist eine US-amerikanische Filmkomödie aus dem Jahr 2008. Regie führte Noam Murro, das Drehbuch schrieb Mark Poirier.

## Handlung
Der verwitwete Englischprofessor Lawrence Wetherhold kann den Tod seiner Frau nicht verarbeiten. Er gilt als taktlos und mit sich selbst beschäftigt. Seine introvertierte Art lässt das Gefühlsleben seiner Mitmenschen an ihm vorbeigehen. Vor allem seine hochintelligente 17-jährige Tochter Vanessa scheint das Verhalten ihres Vaters abgeschaut zu haben und schottet sich immer mehr ab. Während sein Sohn James, der an der Carnegie Mellon University in Pittsburgh studiert, sich nur noch zum gemeinsamen Abendessen zu Hause blicken lässt, plant Vanessa für den Anfang des nächsten Jahres den Abgang nach Stanford, wo sie einen Studienplatz bekommen hat.
Eine Änderung des tristen Familienalltags tritt ein, als Lawrence’ in etwa gleichaltriger adoptierter Bruder Chuck aufgrund finanzieller Engpässe bei ihnen einzieht. Obwohl Lawrence ihn für einen kindischen Versager hält, stellt er ihm ein Zimmer zur Verfügung. Seine lockere und einfühlsame Art wird jedoch von Vanessa falsch verstanden und sie gibt ihm nach einem Barbesuch einen längeren Kuss, was von Chuck, der ja ihr (adoptierter) Onkel ist, weniger gut aufgenommen wird. Fortan geht er ihr immer mehr aus dem Weg, was Vanessa, die keine Freunde hat, zu schaffen macht. Ihre Verletzung kompensiert sie durch versuchte Erniedrigungen ihres Onkels – ferner versucht sie jedoch auch weiterhin, seine Sympathie für sich zu wecken.
Lawrence lernt unterdessen Janet in der Notaufnahme kennen, nachdem er einen leichten Schlaganfall hatte. Durch ihren Kollegen erfährt er, dass sie vor vielen Jahren einmal seine Studentin gewesen ist und dass sie sich damals in ihn verliebt hatte. Es kommt zu einem romantischen Abendessen der beiden, welches Lawrence jedoch verdirbt, da er für Janet kaum Interesse zeigt. Bei einem zweiten Versuch, nachdem Lawrence sich entschuldigt hat, kommt es zu einer gemeinsamen Nacht.
Chuck macht schließlich Lawrence darauf aufmerksam, dass seine Tochter ihm in negativer Weise immer ähnlicher wird, und fordert eine Aussprache der beiden. Lawrence wird sich seiner desolaten Gefühlslage immer bewusster und spricht sich mit Janet aus, welche ihm mitteilt, dass sie durch ihn schwanger geworden ist. Nachdem er ihr auch endlich seine Liebe gestehen konnte, bittet er auch seine Tochter, sich dem Leben zu öffnen und sich nicht weiter zu verkriechen. Zu guter Letzt haben auch er und Chuck wieder ein brüderliches Verhältnis, und Vanessa versteht ihren Fehler. Im Abspann sieht man dann, wie die Familie sich glücklich vereint über die Zwillinge von Janet und Lawrence freut.

## Kritik
„Liebenswerte Komödie um die Versöhnung von Verstand und Gefühl, die durch trockenen Wortwitz und überwiegend lebendige Figurenzeichnung besticht.“

## Hintergründe
Die Rolle von Janet wurde zuerst mit Rachel Weisz besetzt, die jedoch auf ihre Rolle verzichtete.
Der Film wurde in Pittsburgh gedreht. Die Weltpremiere fand im November 2007 auf dem American Film Market statt. Am 20. Januar 2008 folgte eine Vorführung auf dem Sundance Film Festival. Die breite Veröffentlichung in den Kinos der USA begann am 11. April 2008.
Der Gitarrist der Gruppe Extreme Nuno Bettencourt hatte maßgeblich an der Erstellung der Filmmusik mitgewirkt.